# 前1730年代
| 千纪： | 前2千纪 |
| 世纪： | 前19世纪 \| 前18世纪 \| 前17世纪                                                                                     |
| 年代： | 前1760年代 \| 前1750年代 \| 前1740年代 \| 前1730年代 \| 前1720年代 \| 前1710年代 \| 前1700年代                       |
| 年份： | 前1739年 \| 前1738年 \| 前1737年 \| 前1736年 \| 前1735年 \| 前1734年 \| 前1733年 \| 前1732年 \| 前1731年 \| 前1730年 |

## 重要人物
- 索贝克霍特普四世、索贝克霍特普五世，古埃及第十三王朝法老。
- 阿尼塔，赫梯国王。
- 姆特-阿什库尔，亚述国王
- 萨姆苏·伊路那，巴比伦国王。
- 瑞姆辛一世，拉尔萨国王。自前1758年开始统治，根据短年表。同样的年表记录是在前1699年去世。
- 芒、泄，夏朝君主。